# Taubenturm Dampierre (Calvados)

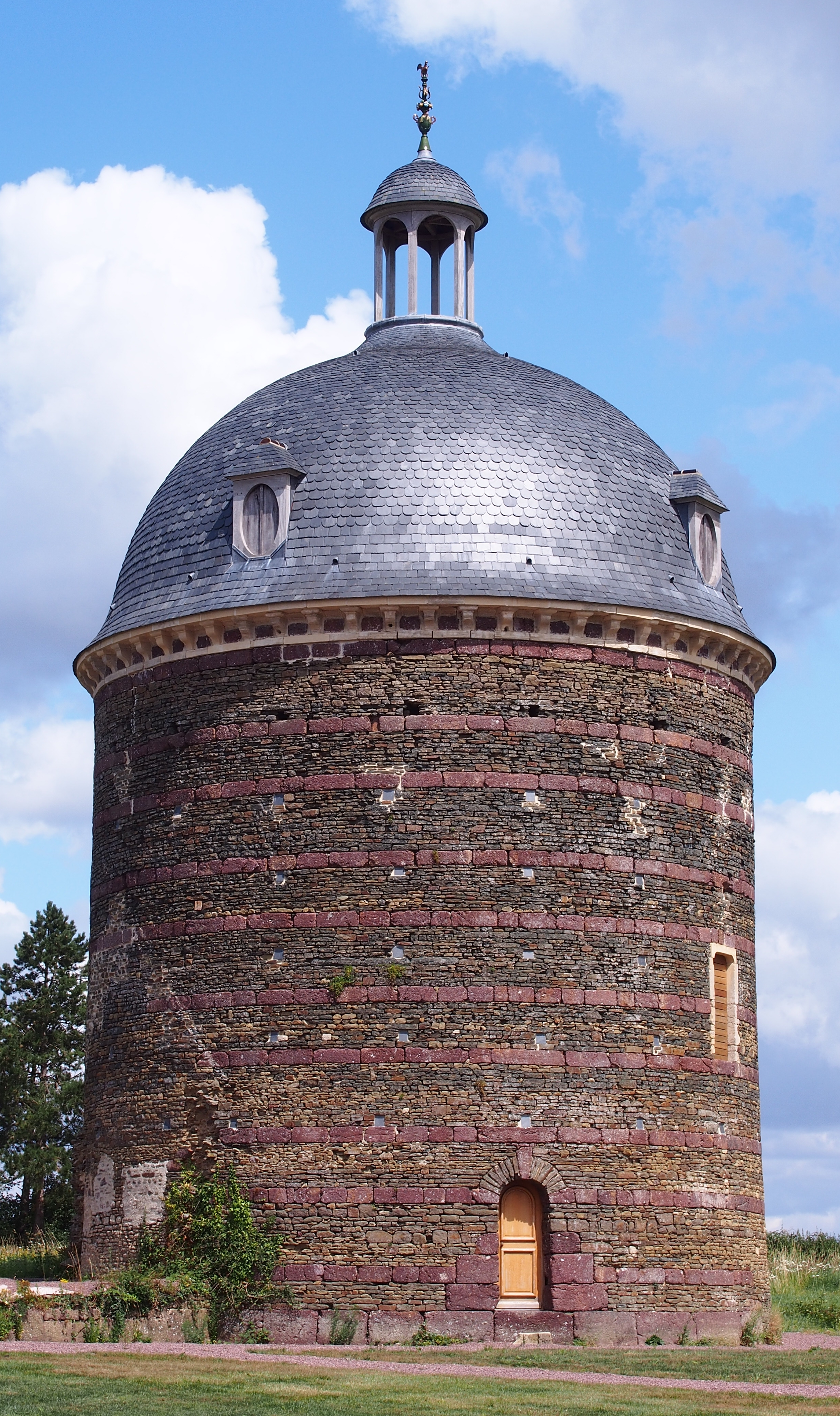
Taubenturm in Dampierre

Der Taubenturm (französisch colombier oder pigeonnier) in Dampierre, einem Dorf der französischen Gemeinde Val de Drôme im Département Calvados in der Region Normandie, wurde Anfang des 17. Jahrhunderts errichtet. Der Taubenturm steht als Teil des Schlosses seit 1928 als Monument historique auf der Liste der Baudenkmäler in Frankreich.

## Beschreibung
Der runde Turm wurde aus Bruchsteinmauerwerk erbaut. Das schiefergedeckte Dach mit einer Kuppel und Laterne, das Ende des Zweiten Weltkriegs zerstört wurde, konnte in den letzten Jahre wieder aufgebaut werden. Im Inneren des Taubenturms sind noch die Taubennester aus Ziegel und Sandstein vorhanden. 
Der Taubenturm und das in der Nähe stehende Torhaus wurden vermutlich von dem Architekten François Gabriel errichtet, der ein königlicher Baumeister war.